# آيت رسان (آيت أوسكاد)
آيت رسان هو دُوَّار يقع بجماعة أزناڭن، إقليم ورززات، جهة درعة تافيلالت في المملكة المغربية. ينتمي الدوّار لمشيخة آيت أوسكاد التي تضم 17 دوار. يقدر عدد سكانه بـ 335 نسمة حسب الإحصاء الرسمي للسكان والسكنى لسنة 2004.

## وصلات خارجية
- البوابة الوطنية للجماعات الترابية
- المندوبية السامية للتخطيط